# Reformkatholizismus

Le Reformkatholizismus (« catholicisme réformé ») est l'un des courants du modernisme dans l'Église catholique, à la fin du XIXe siècle, dans les pays germanophones. En Allemagne comme en Autriche, il suscite de nombreuses polémiques lors de la crise moderniste.

## Histoire
Le Reformkatholizismus entend réformer l'Église catholique, mais sans lien avec la Réforme protestante. Comme dans les autres pays d'Europe où se développe le modernisme, ses théoriciens souhaitent faire sortir le catholicisme de son ghetto culturel, notamment à la suite du Kulturkampf. 
Ses principaux représentants sont Herman Schell, Franz Xaver Kraus, Albert Ehrhard et Josef Müller (1855-1942). Ce courant est exclu par Rome lors de la réaction antimoderniste, avec des mises à l'Index. Ce n’est qu'après le concile Vatican II que l'œuvre de ces auteurs et de leurs successeurs (dont Wilhelm Koch, Joseph Wittig, Philipp Funk ou Joseph Bernhart) a été réhabilitée.
La revue culturelle Hochland (de), éditée par Carl Muth, est considérée comme appartenant au Reformkatholizismus, ainsi que la revue Renaissance, éditée par Josef Müller, et la Freie Deutsche Blätter: Wochenschrift für Politik, Wissenschaft und Kunst, publiée à Augsbourg depuis 1901 par Johannes Bumüller, plus tard par Franz Klasen et enfin par Philipp Funk. De 1909 à 1914, la revue a été publiée sous le titre Das Neue Jahrhundert avec pour sous-titre Zeitschrift der deutschen Modernisten.